# Ignacio Gordillo Álvarez-Valdés
Ignacio Gordillo Álvarez-Valdés (Madrid, 1950) és un jurista espanyol, que exerceix com a advocat especialista en dret penal i dret penal econòmic, així com de professor i director d'estudis de grau i postgrau en universitats espanyoles. Des de 2013 forma part de la Junta de Govern de l'Il·lustre Col·legi d'Advocats de Madrid.
Entre 1980 i 2010 exercí de fiscal de l'Audiència Nacional espanyola portant casos d'ETA (comandos Madrid i Barcelona), els GRAPO i els GAL, sent fiscal del cas Amedo i Domínguez i en la reobertura del cas Lasa i Zabala; així com dels segrestos de l'empresari José María Aldaia i el funcionari de presons Ortega Lara, entre d'altres. També investigà grans escàndols financers com el de MACOSA, Argentia Trust i Rumasa, el frau de l'IVA, el cas Sogecable, el Banc dels Pirineus, Inverbroker o el pesquer Alakrana.
Com a advocat s'ha encarregat de la defensa de múltiples persones encausades per delictes societaris i econòmics, especialment relacionats amb el blanqueig de capitals i assumptes que afecten a la responsabilitat penal de la persona jurídica. Així mateix, formà part del despatx d'advocats Martínez-Echevarría dirigint l'àrea de Dret penal entre 2010 i 2015, fundant posteriorment la seva pròpia signatura jurídica, havent coordinat amb el SEPLA l'estratègia legal del sindicat en diferents conflictes.

## Biografia

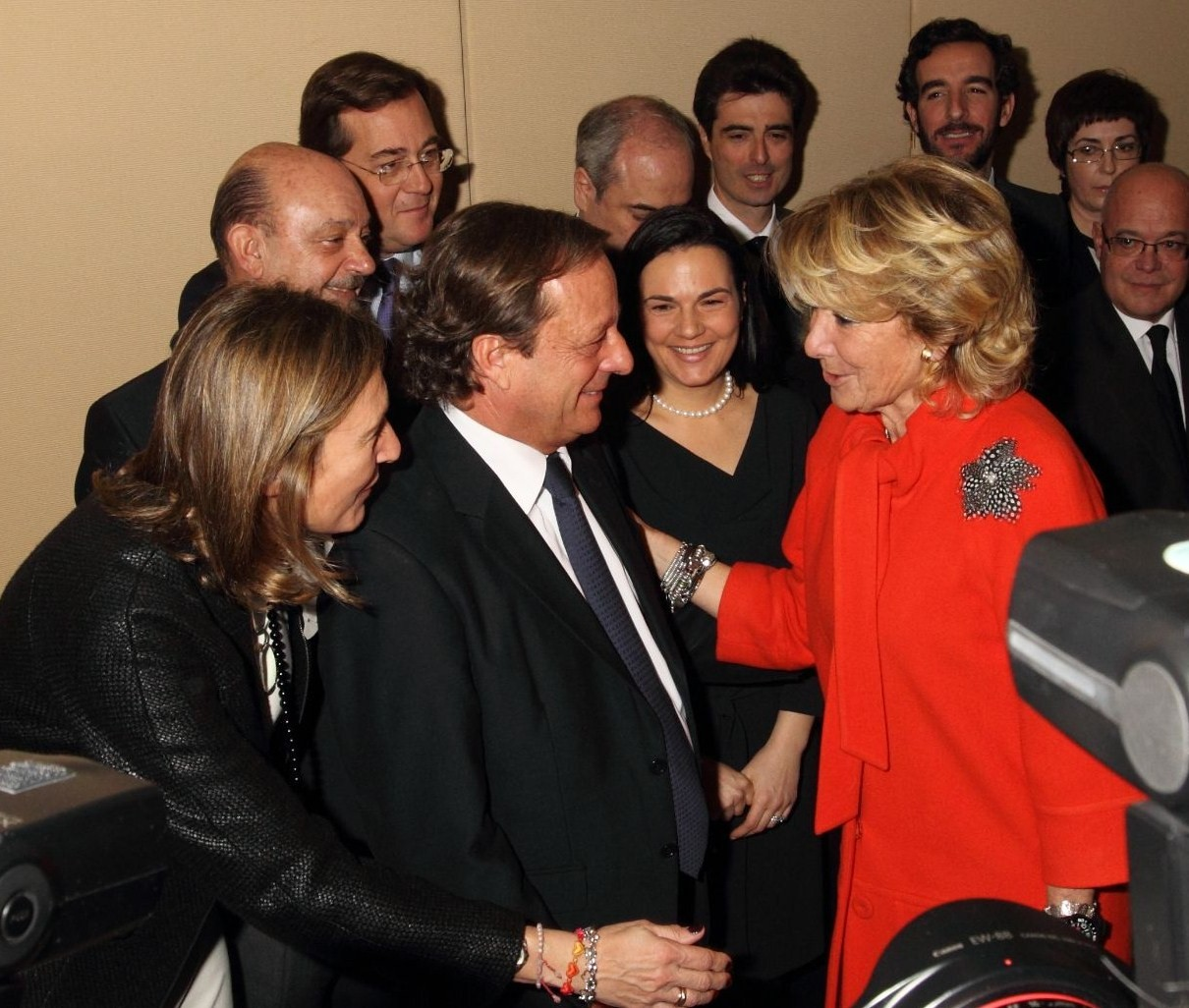
Esperanza Aguirre dialogant amb ell al Col·legi d'Advocats de Madrid (2013)

Nascut a Madrid el 25 de novembre de 1950, es llicencià en Dret l'any 1973 per la Universitat Complutense de Madrid, on aconseguí el títol de doctorat l'any 1984 amb la tesi La blasfemia y la libertad religiosa obtenint la qualificació d'excel·lent cum laude. L'any 1976 ingressà a l'Escola Judicial, optant per la Carrera Fiscal. L'any 1977 fou destinat a l'Audiència Provincial de Girona i, posteriorment, a la de Valladolid. L'any 1980 ingressà a l'Audiència Nacional espanyola amb el càrrec de fiscal on s'encarregà de temes com el terrorisme i la delinqüència econòmica organitzada, càrrec al que renuncià l'any 2010, per a dedicar-se llavors a l'empresa privada.
A més a més, exercí de professor associat de Dret penal a la Universitat Nacional d'Educació a Distància, a la Universitat Carles III de Madrid i a la Universitat Complutense de Madrid, així com de professor agregat al Col·legi Universitari San Pablo CEU, actualment conegut com a Universitat CEU San Pablo. És autor de múltiples obres relacionades amb el món del Dret com ara Historia y Reforma del Código Penal, La culpa civil, La detención preventiva, La falsificación de medios audiovisuales o Regularización fiscal. També participà en diversos seminaris policials, judicials i universitaris tant a nivell espanyol com estranger, així com en la direcció diversos cursos d'estiu en diferents universitats espanyoles. Entre 2010 i 2015 dirigí l'àrea de Dret penal del despatx d'advocats Martínez-Echevarría, sent l'advocat de nombrosos casos de transcendència pública i rellevància estatal, com ara la presumpte mala praxis mèdica a les darreres hores de vida del cantautor Enrique Morente. Posteriorment fundà el seu propi despatx, Ignacio Gordillo Abogados, especialitzat en Dret penal i en la resolució amistosa de conflictes.
El 27 d'octubre de 2011 es publicaren les seves memòries sota el títol Memorias de un fiscal, escrites per Irene Villa, els beneficis de les quals anaren destinats íntegrament a l'Associació de Víctimes del Terrorisme. L'any 2012 començà a col·laborar amb l'equip jurídic del SEPLA, coordinant l'estratègia legal del sindicat respecte a la fusió entre Iberia i British Airways, així com altres conflictes laborals. El 15 de gener de 2013 prengué possessió com a diputat de la nova Junta de Govern de l'Il·lustre Col·legi d'Advocats de Madrid, en haver guanyat les eleccions celebrades el 18 de desembre de 2012 a la candidatura de l'actual degana, Sonia Gumpert Melgosa.
Actualment participa com a director i professor en diferents cursos del Centre d'Estudis del Col·legi d'Advocats de Madrid i en el màster de Periodisme del diari El Mundo; com a sotsdirector del màster d'accés a l'advocacia de l'Institut d'Estudis Bursàtils, vinculat a la Universitat Complutense de Madrid; i com a director del mateix màster a la Universitat Camilo José Cela i a la Universitat Rey Juan Carlos. També participa com a tertulià en diferents programes de ràdio i televisió del panorama espanyol, aportant la seva visió de l'actualitat des del punt de vista jurídic.